# Beta Trianguli Australis
Beta Trianguli Australis (β TrA) – druga co do jasności gwiazda w gwiazdozbiorze Trójkąta Południowego, znajdująca się w odległości około 40 lat świetlnych od Słońca.

## Charakterystyka
Beta Trianguli Australis jest gwiazdą ciągu głównego należącą do typu widmowego F, gorętszą i 8,5 raza jaśniejszą od Słońca. Charakteryzuje ją duży ruch własny, około pół sekundy kątowej na rok. Gwiazda szybko obraca się wokół osi, około raz na dobę. Obrót i konwekcja odpowiadają za pole magnetyczne tej gwiazdy. Zawartość tlenu i żelaza jest wyższa niż w Słońcu, a innych pierwiastków (węgla, kremu, siarki i wapnia) jest niższa, co wynika z różnego pochodzenia tych gwiazd.
β TrA może tworzyć luźny układ podwójny z gwiazdą o wielkości 13m, odległą o prawie trzy minuty kątowe, ale może to być też tylko przypadkowe sąsiedztwo. Barwa towarzysza wskazuje, że jest to karzeł typu K, ale jego mała jasność sugeruje że może być to biały karzeł.